# Unterpremstätten
Unterpremstätten est une ancienne commune autrichienne du district de Graz-Umgebung en Styrie.
Elle a fusionné depuis le 1er janvier 2015 avec Zettling et est incorporée à la nouvelle municipalité de Premstätten.

## Économie
On y trouve le siège et une unité de production de l'entreprise de semi-conducteurs AMS.